# Abborrtjärnen (Bygdeå socken, Västerbotten, 712917-172413)
Abborrtjärnen är en sjö i Robertsfors kommun i Västerbotten och ingår i Sävaråns huvudavrinningsområde.